# Mercurio(II) reductasa
La mercurio(II) reductasa (EC 1.16.1.1) es una enzima que cataliza la siguiente reacción química
Por lo tanto los tres sustratos de esta enzima son Hg, NADP+
 y H+
; mientras que sus dos productos son, Hg2+
 y NADPH.

## Clasificación
Esta enzima pertenece a la familia de las oxidorreductasas, más específicamente a aquellas oxidorreductasas que oxidan iones metálicos utilizando NAD+
 o NADP+
 como aceptor de electrones. 

## Nomenclatura
El nombre sistemático de esta clase de enzimas es Hg:NADP+
 oxidorreductasa. Otros nombres de uso común pueden ser reductasa mercúrica, mercuriato(II) reductasa, ion mercúrico reductasa, mercurio reductasa, NADP+
 reducido:ion mercúrico reductasa, y mer A.

## Estudios estructurales
Hasta el año 2007, se habían resuelto dos estructuras para esta clase de enzimas, con los códigos de acceso 1ZK7 y 1ZX9 a PDB. Una estructura a baja resolución fue resuelta en 1991.